# Dijon Métropole Handball
Ne pas confondre avec le club de handball féminin du Jeanne d'Arc Dijon Handball.
Maillots
Actualités
Dernière mise à jour : 3 juin 2024.
Le Dijon Métropole Handball (anciennement Cercle sportif laïc dijonnais puis Dijon Bourgogne Handball) est un club de handball basé à Dijon (Côte d'Or) en région Bourgogne-Franche-Comté et fondé en 1942. Le club évolue en Proligue (D2), le deuxième plus haut niveau national, puis en Starligue à partir de la saison 2025-2026. 

## Histoire
La section handball du Cercle sportif laïc dijonnais naît en novembre 1942 à la suite du désir exprimé par quelques athlètes de ce club omnisports d'occuper utilement la saison hivernale. Dès sa première année, et alors qu'il est alors pratiqué à onze en extérieur, le CSL Dijon s'affirme porte-fanion du handball bourguignon et atteint la finale de la Coupe de France en 1953, battu 10 à 6 par le Villemomble Sports.
Dès les années 1960, de nombreux joueurs tels que Santona, Nubourg, Pechiney ou Lasnier ont donné ses premières lettres de noblesse au Handball Dijonnais. En 1970, l’équipe du Cercle sportif laïc dijonnais, dirigée par Albert Dutin, atteint la finale du championnat de France puis, en 1973, devient championne de France. Alors qualifiée pour la Coupe d'Europe des clubs champions l’année suivante, Dijon atteint les quarts de finale de la compétition. Durant toutes ces années, cette équipe reste en haut de l’affiche et se hisse à trois reprises en finale du championnat de France (1978, 1979 et 1981). Par conséquent, de nombreux joueurs dijonnais sont sélectionnés en équipe de France : André Sellenet (son nom a été donné à la salle des Poussots), Bernard Sellenet, Jean-Michel Geoffroy (son nom a été donné au palais des sports), Jean-Jacques Balzer et Bernard Morel. 
En 1992, le Cercle sportif laïc dijonnais fusionne avec l'ASPTT Dijon après plusieurs années d’étroite collaboration (échanges de joueurs, de compétences techniques et humaines). Les forces de ces deux structures sont alors réunies sous un seul nom : le Dijon Bourgogne Handball.
En juin 2009, l’équipe fanion masculine retrouve le plus haut niveau du handball français, après 23 ans d’absence. Il y évolue pendant deux saisons puis une troisième en 2013-2014 mais retrouve ensuite la Division 2. 
En 2017, le club change d'appellation pour devenir le Dijon Métropole Handball.
En 2018, après trois saisons à la tête du club, Jackson Richardson quitte son poste d'entraîneur au terme de son contrat pour des raisons personnelles et est remplacé par Ulrich Chaduteaud, puis par Mehdi Ighirri quelques années plus tard.
Après neuf saisons en D2, Dijon est champion de Division 2 en 2023 et retrouve ainsi l'élite. Toutefois, le club termine bon dernier du championnat et est relégué dès 2024. 
Lors de la saison 2024-2025, le DMH réalise un beau parcours en deuxième division. Le 25 avril 2025, après sa victoire contre le Pau Billère Handball, le club est assuré d'être champion de Proligue (avec 19 victoires pour seulement 2 défaites et quelques matchs nuls) et de retrouver la Starligue pour la saison 2025-2026.

## Historique du logo

Logo avant 2013
Logo de 2013 à 2017
Logo actuel

## Palmarès

### Cercle sportif laïc dijonnais
- Championnat de France
  - Vainqueur (1) : 1973
  - Finaliste (4) : 1970, 1978, 1979, 1981
- Coupe de France à onze
  - Finaliste (1) : 1953
- Championnat de France de D2
  - Vainqueur (2) : 2023 et 2025
  - Vice-champion (2) : 2009 et 2012
- Coupe d'Europe des clubs champions
  - Quart de finaliste en 1974

### Dijon Bourgogne Handball
- 1994 : Champion de France de Nat. 2 (D3) et accession en Nationale 1 fédérale (D2)
- 1998 : 12e en Division 2 et relégation en Nationale 1
- 2006 : Champion de France de Nat. 1 (D3) et accession en Division 2
- 2009 : Vice-champion de Division 2 et accession en Division 1
- 2011 : 14e en Division 1 et relégation en Division 2
- 2012 : Vice-champion de Division 2 et accession en Division 1
- 2014 : 14e en Division 1 et relégation en Division 2

### Dijon Métropole Handball
- 2023 : Champion de Division 2
- 2025 : Champion de Division 2

## Personnalités liées au club

### Joueurs
| Internationaux à onze du CSLD, - Pierre Péchiné - Jean Salomon - Bernard Santona - Jean Lasnier - Bernard Perrodin - Henri Meurgey. | Internationaux à sept du CSLD, - Bernard Santona - Jean Lasnier - René Gaudeaux - André Sellenet - Bernard Sellenet - Pierre Alba - Jean-Michel Geoffroy - Jean-Jacques Balzer - Bernard Morel - Christian Gaudin : jusqu'en 1987 (formé au club) | Autres joueurs depuis 1992 - Didier Dinart : de 1993-1996 - Frédéric Dole : 1993-1995 - Wassim Helal : depuis 2016 - Mathieu Lanfranchi : 2008-2011 - Dragan Mladenović : 2006-2008 - Pierrick Naudin : depuis 2016 - Cédric Paty : 2000-2002 - Sébastien Quintallet : jusqu'en 1998 (formé au club) - Jérémy Roussel : 1995-1998 - Nebojša Stojinović : 2010-2016 - Jérémy Suty : jusqu'en 2012 (formé au club) - Jan Sobol : 2017-2021 |

### Entraîneurs
- Albert Dutin : dans les années 1970
- Jean-Pierre Collinet : de 1992 à 1995
- Alain Quintallet : de 1995 à 1998
- Alain Graillot et Norbert Trussardi : de 1998 à 2001
- Faïçal Kiour : de 2001  à 2006
- Denis Lathoud : de 2006 à janvier 2014
- Elena Groposila :  avril-juin 2014
- Tomislav Križanović : de 2014 à janvier 2015
- Jackson Richardson : de 2015 à 2018
- Ulrich Chaduteaud : de 2018 à 2024
- Medhi Ighirri : à compter de 2024